# Rongelap
Đảo san hô Rongelap là một hòn đảo-đảo san hô vòng nằm ở Micronesia. Nó là một đô thị của Quần đảo Marshall. Đảo san hô bao gồm 61 đảo nhỏ với diện tích kết hợp khoảng 3 dặm vuông (8 km ²). đầm phá của nó bao gồm 388 dặm vuông (1.000 km ²). Đó là nơi đáng chú ý về mặt lịch sử do vị trí gần nơi thử nghiệm quả bom khinh khí Mỹ năm 1954.
Quân đội Hoa Kỳ tiến hành thử nghiệm vũ khí hạt nhân trong khí quyển, bao gồm các vụ thử bom khinh khí tại Thái Bình Dương từ năm 1946 đến năm 1958. Các cuộc thử này đã được tiến hành chủ yếu ở đảo san hô Bikini, khoảng 150 dặm so với đảo san hô Rongelap.
Ngày 01 Tháng Ba 1954, vụ thử nghiệm khinh khí Castle Bravo tạo ra bụi phóng xạ giết chết một thủy thủ của một chiếc thuyền đánh cá Nhật Bản, Daigo Fukuryū Maru, và gây ô nhiễm Rongelap, với các mảnh vỡ giống như tuyết.